# Isòvol
Isòvol är en kommun i Spanien.   Den ligger i provinsen Província de Girona och regionen Katalonien, i den nordöstra delen av landet, 500 km öster om huvudstaden Madrid. Antalet invånare är 327. Arean är 10,8 kvadratkilometer. Isòvol gränsar till Ger, Das, Prats i Sansor och Bellver de Cerdanya. 
Terrängen i Isòvol är platt åt sydost, men åt nordväst är den kuperad.